# علوه
علوة (به عربی: علوة) یک منطقهٔ مسکونی در سوریه است که در استان حسکه واقع شده‌است.

## خصوصیات
علوة ۱٬۴۳۱ نفر جمعیت دارد.